# Hoplocyrtoma watanabei
Hoplocyrtoma watanabei är en tvåvingeart som beskrevs av Saigusa och Kato 2002. Hoplocyrtoma watanabei ingår i släktet Hoplocyrtoma och familjen puckeldansflugor. Inga underarter finns listade i Catalogue of Life.